# Chapelle Notre-Dame-du-Pardon de Can Damunt
La chapelle Notre-Dame-du-Pardon de Can Damunt (en catalan : Mare de Déu del Perdó de Can d'Amunt) est un édifice religieux situé dans le hameau de Can Damunt, sur le territoire de la commune de Coustouges, dans les Pyrénées-Orientales, en France.

## Description
La chapelle est en bon état. Elle est constituée d'une nef unique et d'une abside semi-circulaire pointant vers l'est, construite à partir de blocs de pierre de taille de dimensions variées. La nef est percée de deux petites ouvertures latérales et l'abside d'une seule ouverture en son centre, ornées de vitraux. Le plafond est voûté en berceau, et l'ensemble du bâtiment est recouvert de tuiles. Les parois intérieures de la chapelle ont été ornées de fresques réalisées par le peintre catalan Joan Felip Vilà.

## Historique
La chapelle Notre-Dame-du-Pardon est due à une initiative privée, elle a été construite en 1966.